# 坂口卓司
坂口 卓司（さかぐち たくじ、1961年3月25日 - ）は、ラジオパーソナリティ。元RKB毎日放送アナウンサー。

## 来歴
福岡県飯塚市で生まれ、嘉穂郡稲築町、筑穂町に転居。福岡県立嘉穂高等学校卒業までを嘉穂地域で過ごした。ちなみに、市町村合併により、稲築町は嘉麻市に、筑穂町は彼の生地でもある飯塚市に変わった。中学生・高校生時代は本気で音楽家を目指したいと思っていたこともありブラスバンド部に所属、音楽大学も受験していたが、親から「音楽では飯は食えない」と言われたことで音楽大学は断念、西南学院大学に入学。大学1年の頃は音楽家の道に未練がまだあったこともあって「ボロボロな心境」だったという。その後「自分でいい曲を紹介してみたい」と思ってアナウンス研究会に所属。アナウンス研究会時代の3年先輩に抜群にしゃべりが上手かった人がおり、「この人みたいになりたい」と思うようになって本格的にアナウンサーを目指すようになる。また、同じく3年先輩の和田安生が九州朝日放送に入社を決めたのを間近で見て「背中を押された気がした」とも話している。同大学卒業後の1983年入社、ラジオを中心に活躍した。
筑豊出身ながら、西南大入学後から博多祇園山笠にのめりこみ、“仕事を兼ねて”参加していた。ちなみにRKBはNHK福岡放送局、九州朝日放送ともどもクライマックスの追い山をテレビ中継しており、RKBにおける橋渡しの役目も担っていた。
2006年10月、人事異動によりアナウンスに籍を置きつつも制作畑へ配置転換となり、23年半に亘ったアナウンサー生活に事実上終止符を打った。その後完全にアナウンスから離れラジオ番組の制作にかかわってきたが、2014年4月に、久々に番組パーソナリティに復帰した。
全日本スキー連盟認定のスキーライセンスを持っている。
ZIP-FMなどでディスクジョッキーを務めている荒戸完は実子。

## 出演番組

### ラジオ
- 二丁目お茶の間劇場 - 2014年4月〜
- タクジと歩く25分。 - 2021年3月29日 -

## 過去の担当番組
- 坂口卓司のラジコミ。（アナウンサーとして担当した最後の番組）
- 午後だ!ラジオだ!歌謡曲（コーナー：坂口卓司の何でもやります突撃クイズ）
- どきどきワイド!もっと土曜日
- HiHiHi[1]
- グッチまさみのサウンズ・ウィズ・コーク[1]
- 歌謡曲ヒット情報
- 渡辺通り4丁目ラジオ青年団
- 坂口卓司朝イチ!タックル!
- 坂口卓司はだか一貫!弐拾貫
- 坂口卓司いちばん出し!
- ビッグモーニング（中継リポーター）
- アサラジ!